# Motéma Music
Motéma Music ist ein unabhängiges Musiklabel mit Sitz in New York City und einem Schwerpunkt auf Jazzmusik.
Das Label wurde 2003 in San Francisco von der Liedermacherin und Unternehmerin Jana Herzen in Zusammenarbeit mit Kunstförderern und Branchenfachleuten gegründet. Herzen begreift das Label nicht alleine als Wirtschaftsunternehmen, sondern zugleich als „kulturelles Projekt.“ Bereits Motéma, der Name des Labels, deutet darauf hin, dass sein Betreiben eine „Herzensangelegenheit“ sein soll: Das Wort aus der Lingalasprache bedeutet Herz.
Das Label hat inzwischen seinen Sitz im New Yorker Viertel Harlem. Es ist spezialisiert auf Jazz und seine Grenzbereiche; bislang fünf Veröffentlichungen des Labels haben Grammys und 24 haben Nominierungen dazu in den Bereichen Jazz, Reggae und R&B erhalten. Auf dem Label erschien Musik von etablierten Musikern wie Randy Weston, Joe Locke, Monty Alexander, Geri Allen, Frank Basile, Marc Cary, JC Stylles, Terri Lyne Carrington, Gilad Hekselman, René Marie, Charnett Moffett, Donny McCaslin, Holli Ross und David Weiss. Daneben entdeckte Motéma Music neue Talente wie Gregory Porter (dessen Debüt Water von 2010 auf Motéma erschien und ihn international bekannt machte), Melissa Aldana, Shai Maestro, Petros Klampanis, Jaimeo Brown (Transcendence, 2013), Lakecia Benjamin (Retox, 2012) und Ablaye Cissoko/Volker Goetze.
2015 wurde Motéma Music Sieger in der Kategorie Label des Jahres bei den JJA-Awards der Jazz Journalists Association.